# Chùa Kyauktan Yele
Chùa Yele, tên đầy đủ là Chùa Kyauktan Yele (tiếng Miến Điện: ကျောက်တန်းရေလယ်ဘုရား [tɕaʊʔtáɴ jèlɛ̀ pʰəjá]) để phân biệt với một chùa Yele khác ở Kyaikkami thuộc bang Môn, trước đây hay gọi là Chùa Kyaikhmawwun Yele (ကျိုက်မှော်ဝန်းရေလယ်စေတီတော်) là một ngôi chùa ở quận Kyauktan, Yangon, Myanmar. Chùa cách Yangon khoảng 20 km về phía nam, tọa lạc trên một rạn đá trên sông Hmaw Wun, một chi lưu của sông Yangon. Trong chùa có nhiều xá lỵ.
Theo dân gian, chùa chưa bao giờ bị ngập nước và mặc dù chùa không lớn nhưng luôn đủ chỗ cho người tới chiêm bái, tham quan vì số lượng người rời đi luôn bằng số lượng người mới đến. Ngôi chùa đặc biệt này được xây dưới thời vua Bawgasena vào thế kỷ III TCN. Trong chùa có nhiều tranh, các tác phẩm điêu khắc và tác phẩm nghệ thuật Phật giáo Miến Điện.

## Hình ảnh

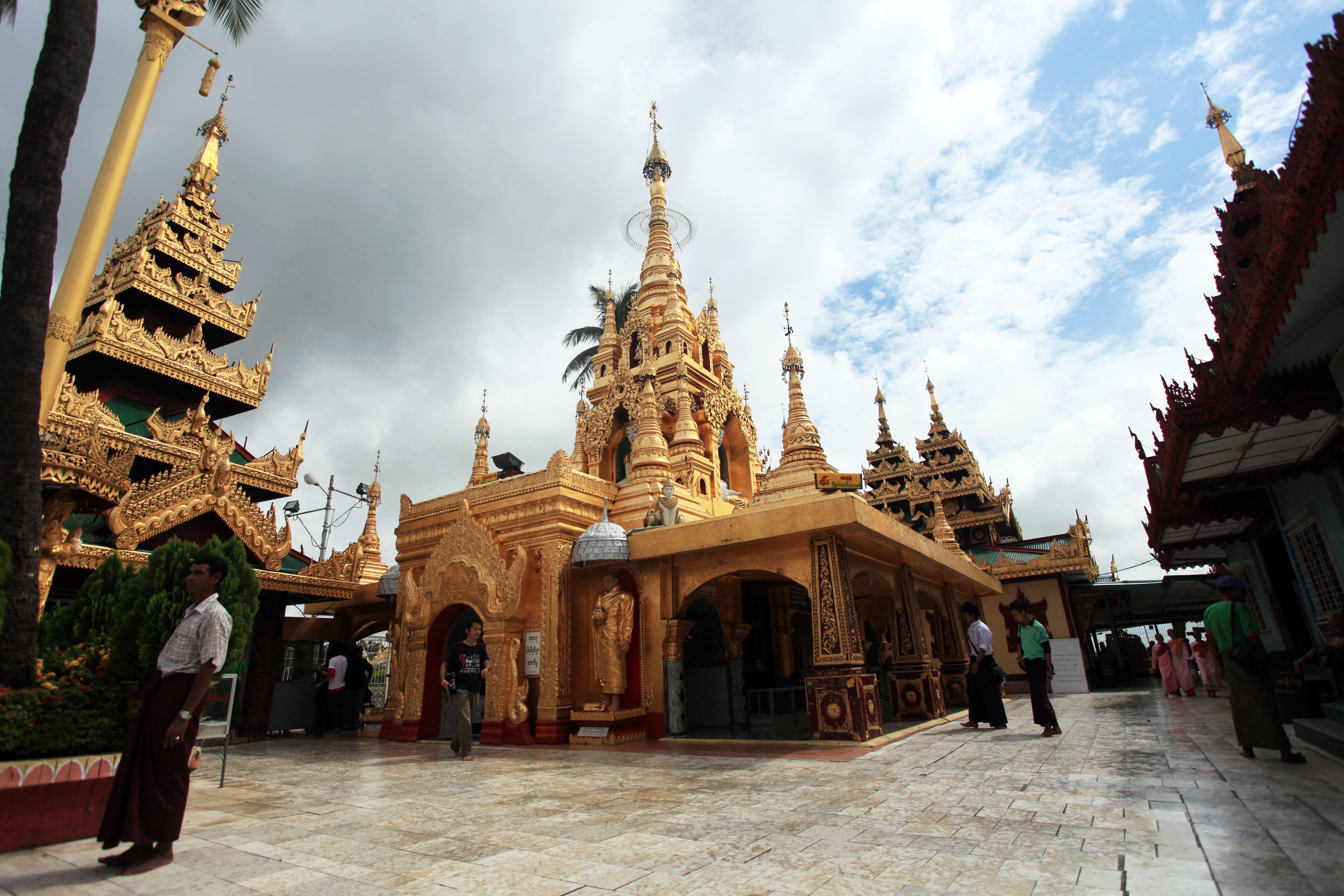
pagoda
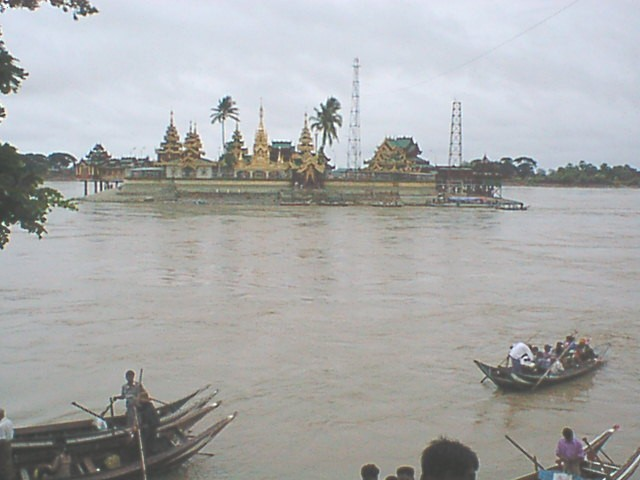
Kyauktan Yele (toàn cảnh hòn đảo)
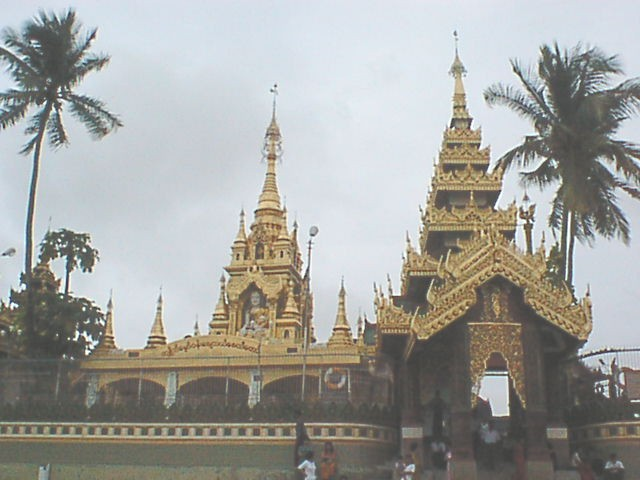
Kyauktan Yele nhìn từ bên ngoài
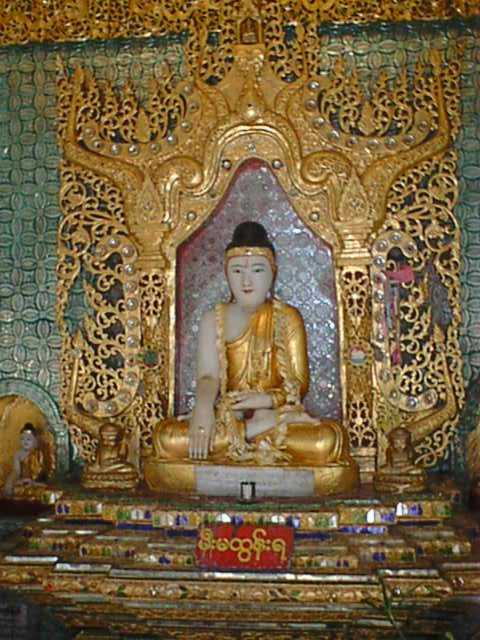
Tượng Phật trong Kyauktan Yele
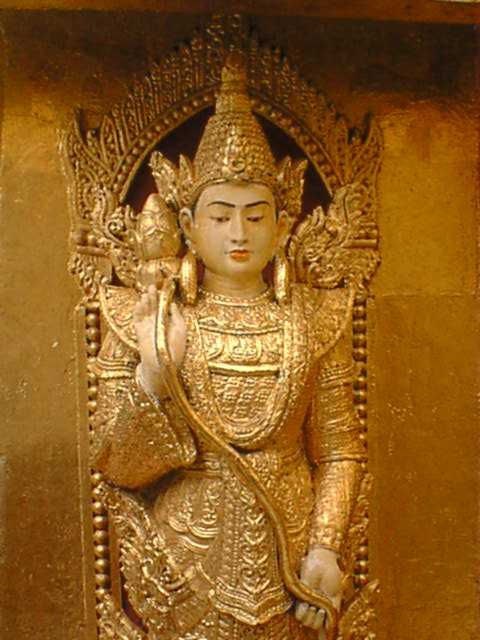
Tượng thiên thần
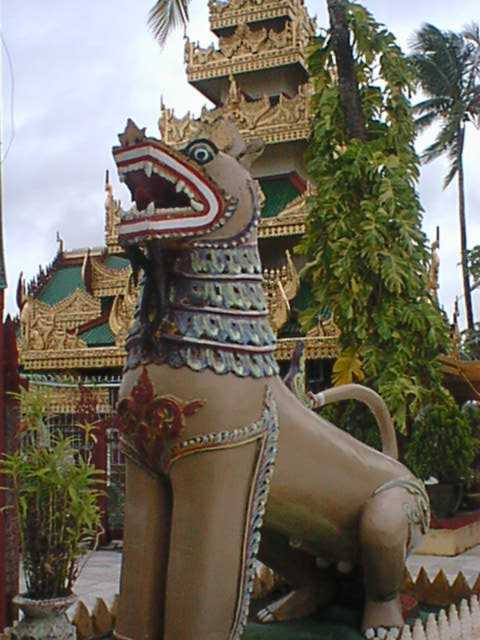
Tượng hộ pháp trong Kyauktan Yele
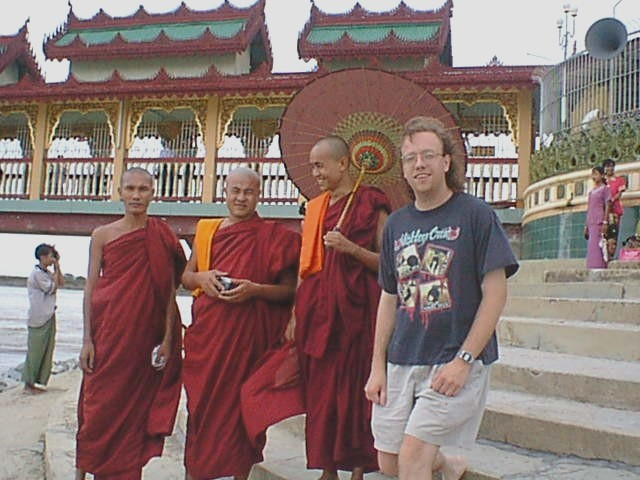
Các nhà sư chùa Kyauktan Yele với du khách